# Jack D. Forbes
Jack D. Forbes (7. Januar 1934 in Kalifornien – 23. Februar 2011) war ein indigener US-amerikanischer Schriftsteller, Wissenschaftler, Professor emeritus an der University of California, Davis und politischer Aktivist. Seine Bekanntheit gründet vor allem auf dem Buch „Columbus und andere Kannibalen. Die indianische Sicht der Dinge“, das ein erstrangiges Dokument der indigenen Zivilisationskritik darstellt.

## Biographie
Forbes wurde 1934 in Long Beach (Kalifornien) als Sohn einer Familie von Powhatan-Renape- und Lenape-Indianern geboren. Bereits in der Highschool begann er sein Engagement für die Rechte der Indianer mit Artikeln für die Schülerzeitung. Sein Studium der Geschichte beendete er 1959 mit einem Doktorgrad. Seine Doktorarbeit und gleichsam sein erstes Buch trug den Titel The Apache, Navaho and Spaniard. In den frühen 1960er Jahren wurde Forbes einer der ersten Wegbereiter und Organisatoren der US-amerikanischen Indianerbewegung. Im Laufe seines Lebens belegte er Lehrstühle an verschiedenen Universitäten in Kalifornien und Europa (u. a. Warwick, Oxford und Essex in Großbritannien, Erasmus-Universität Rotterdam in den Niederlanden).
Zeit seines Lebens setzte sich Forbes für die Etablierung der indianischen Kulturen in den Wissenschaften und für bessere Studienmöglichkeiten für junge Indianer ein. 1966 gab er den entscheidenden Impuls für das „Tribal College Movement“, einer Initiative zur Gründung stammeseigener Hochschulen auf indianischem Land. 1970 gehörte er zu den Mitbegründern der (zeitweise wieder aufgelösten) D-Q-Universität (Deganawidah Quetzalcoatl-Universität) in Kalifornien. Diese Hochschule bietet Indianern ein zweijähriges Studium, das akademisches Wissen mit alternativen Methoden vermittelt, die in den traditionellen Kulturen, Religionen und Werten wurzeln. 1975 konnte Robert Redford ihn für die Mitarbeit am Dokumentarfilm „Broken Treaty at Battle Mountain“ gewinnen, der den Kampf der Western-Shoshone-Indianer in Nevada um die Rückgewinnung ihrer durch die US-amerikanische Indianerbehörde einkassierten Landrechtstitel behandelt. In dem Dokumentarfilm A Free People, Free To Choose aus den frühen 1990er Jahren, der sich u. a. mit der Geschichte der Universität und angeblichen Machenschaften der US-Regierung zur Verhinderung der Schule befasst, vertritt Jack D. Forbes in einem ausführlichen Interview die indianische Sicht der Dinge. Der Film wurde nur zum Teil ausgestrahlt, da er gerichtlich verboten wurde.

## Die Wétiko-Philosophie
Forbes’ Weltanschauung geht hart mit der westlichen Zivilisation ins Gericht. Seiner schonungslosen Analyse zufolge ist die Geschichte der Europäer untrennbar mit der Faszination für das Böse verbunden, die er als „Mátchi-Syndrom“ (Cree-Dialekt für teuflische Verdorbenheit) bezeichnete. Dies führe zu einem Mangel an Empathie und in logischer Konsequenz zu Egoismus, Habgier und Gewalt. Der Imperialismus habe diese Charaktereigenschaft weltweit verbreitet, so dass man von der größten Seuche der Menschheit sprechen könne, der „Wétiko-Psychose“ (Schreibweise auch: Wi'tiko). Forbes wählte hier ebenfalls ein Wort aus einem Cree-Dialekt. Ursprünglich bezeichnete die Wétiko-Krankheit eine psychotische Gier nach Menschenfleisch bei den kanadischen Indianern, die vor allem im Winter durch langes Hungern verursacht wurde. Das Wort steht bei den Cree für einen derart erkrankten Menschen oder auch für einen bösen Geist, der andere Geschöpfe mit teuflischen Handlungen bis hin zum Kannibalismus terrorisiert. Die Assoziation mit dem Kannibalismus – also dem „Verzehren von Artgenossen“ – bezieht der indianische Professor auf die legalisierten Auswüchse der kapitalistischen Marktwirtschaft, die mit der rücksichtslosen Ausbeutung und Beherrschung von Mensch und Natur in allen nur denkbaren Erscheinungsformen einhergehe.
Forbes stellt demnach die weltweit bestehenden gesellschaftlichen Probleme wie Armut und Obdachlosigkeit, Hunger und Leid sowie die Zerstörung der Umwelt in den Kontext der westlichen Gesellschaftsform, die sich selbst „zivilisiert“ und „kultiviert“, „frei“ und „sozial“ nennt. Tatsächlich würde der Kapitalist jedoch – wenngleich in der Regel nicht direkt, sondern über eine Wirkungskette im System – rücksichtslos das Eigentum, die Gesundheit und das Leben Anderer konsumieren, um gut zu leben, ohne selber viel dafür tun zu müssen. Dies sei alles andere als zivilisiert und eher vergleichbar mit einer entarteten Form des Kannibalismus. Die negativen Aspekte der modernen Welt haben nach Forbes’ Ansicht global gesehen ein enormes Ausmaß angenommen und zeigten eine Tendenz zu weiterer Verschärfung. Daraus schließt er auf die Krankhaftigkeit des Systems beziehungsweise der Menschen als verantwortlich handelnder Subjekte.
Als Beweise für seine Thesen führt Forbes unter anderem die unvorstellbaren Massenmorde an Millionen von Ureinwohnern in Afrika, Nord- und Südamerika, den Holocaust, die Inquisition u. v. a. historische Ereignisse der „sichtbar krankhaften Unmenschlichkeit“ auf. Mit unzähligen Zitaten belegt er den Rassismus und die Arroganz der Europäer, mit der sie sich über alle andere stellen würden. So beruft er sich u. a. auf den Pädagogen Paulo Freire („Pädagogik der Unterdrückten“, 1970), Frantz Fanon („Die Verdammten dieser Erde“, 1961), Claude Lévi-Strauss („Traurige Tropen“, 1955) oder auf B. Traven. Für die indianischen Weltsichten führt er bekannte Persönlichkeiten wie zum Beispiel Black Elk oder Lame Deer an.
Die unbeeinflussten indigenen Kulturen beschreibt Forbes als respektvoll gegenüber der gesamten Welt, getragen durch die Einsicht, dass der Einzelne nur als Mitglied einer vernetzten Gemeinschaft von Menschen und einer gesunden Umwelt überleben kann. Da die Wétiko-Seuche ansteckend sei, wurden jedoch bereits sehr viele traditionelle Völker infiziert. Dies erreichten die Europäer zum einen, indem sie ihren eigenen Lebensstil schmackhaft machten und materielle Vorteile in Aussicht stellten, die dann zunehmend an immer neue Verpflichtungen gebunden wären, und zum anderen mit Hilfe der Kirche, die die christlichen Werte zur Legalisierung von Gier, Macht und Profitstreben missbrauche.
Forbes beschreibt in seinem Werk keine Lösung des Dilemmas, sondern er hofft lediglich auf eine „Heilung durch Einsicht“.
Die „Wétiko-Seuche“ wird von manchen Anhängern der Anti-Zivilisations-Bewegung als „Manifest“ betrachtet.

## Veröffentlichungen
- „Columbus and Other Cannibals: The Wétiko Disease of Exploitation, Imperialism, and Terrorism“, Seven Stories Press (2008), ISBN 1-58322-781-4 (deutsche Übersetzung: „Columbus und andere Kannibalen. Die indianische Sicht der Dinge“ sowie „Die Wétiko-Seuche. Eine indianische Philosophie von Aggression und Gewalt“ – 1981)
- „The American Discovery of Europe“, University of Illinois Press (2007), ISBN 0-252-03152-0
- „Only Approved Indians: Stories“, University of Oklahoma Press (1995), ISBN 0-8061-2699-X
- „Apache, Navaho and Spaniard“, University of Oklahoma Press (1994), ISBN 0-8061-2686-8
- „Africans and Native Americans“ (1993), ISBN 0-252-06321-X

## Auszeichnungen
- Before Columbus Foundation: „American Book Award“ für sein Lebenswerk (1997)
- Wordcraft Circle of Native Writers and Storytellers: „Schriftsteller des Jahres“ (1999)